# 柯斯丘什科起义

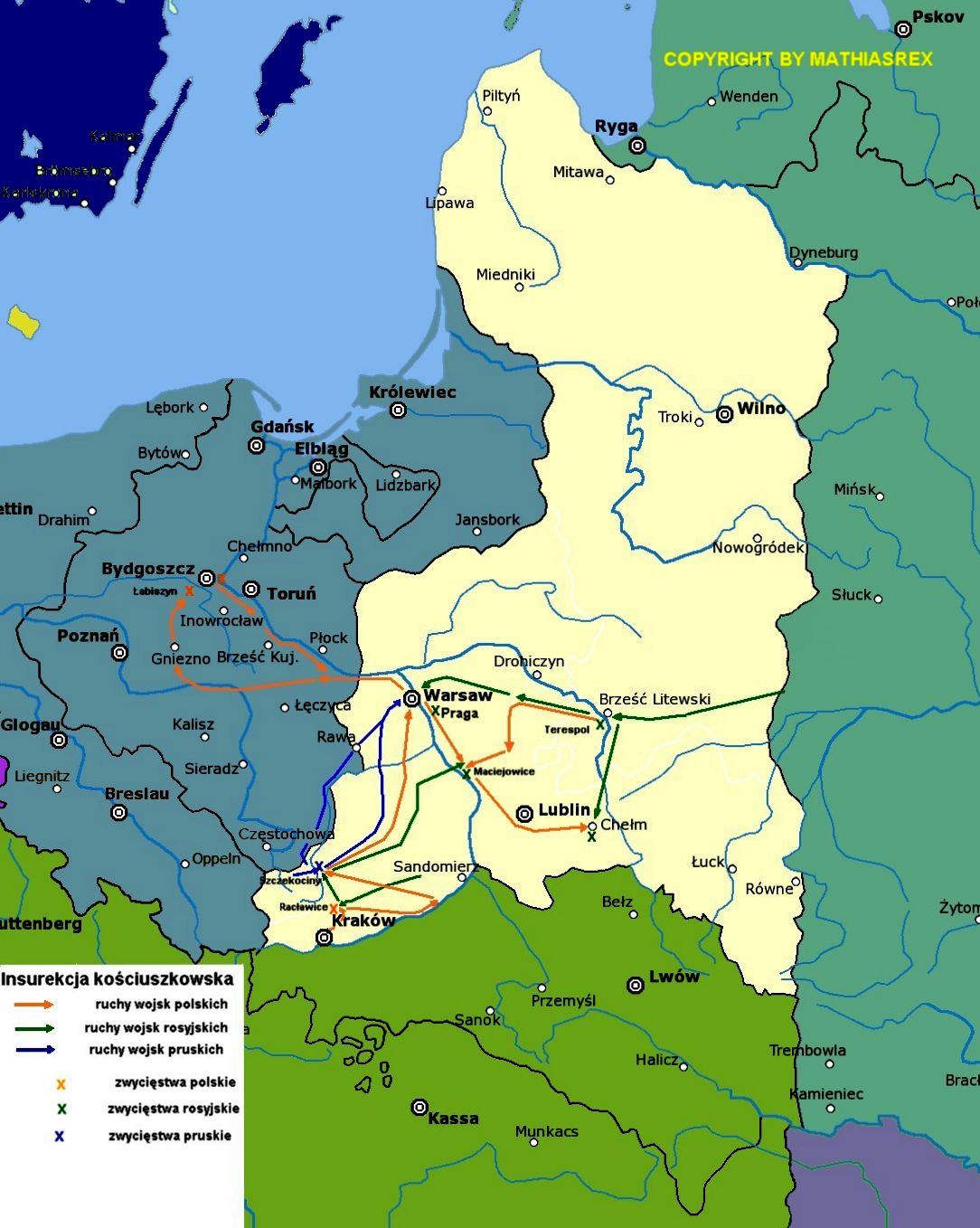
1794年的柯斯丘什科起义

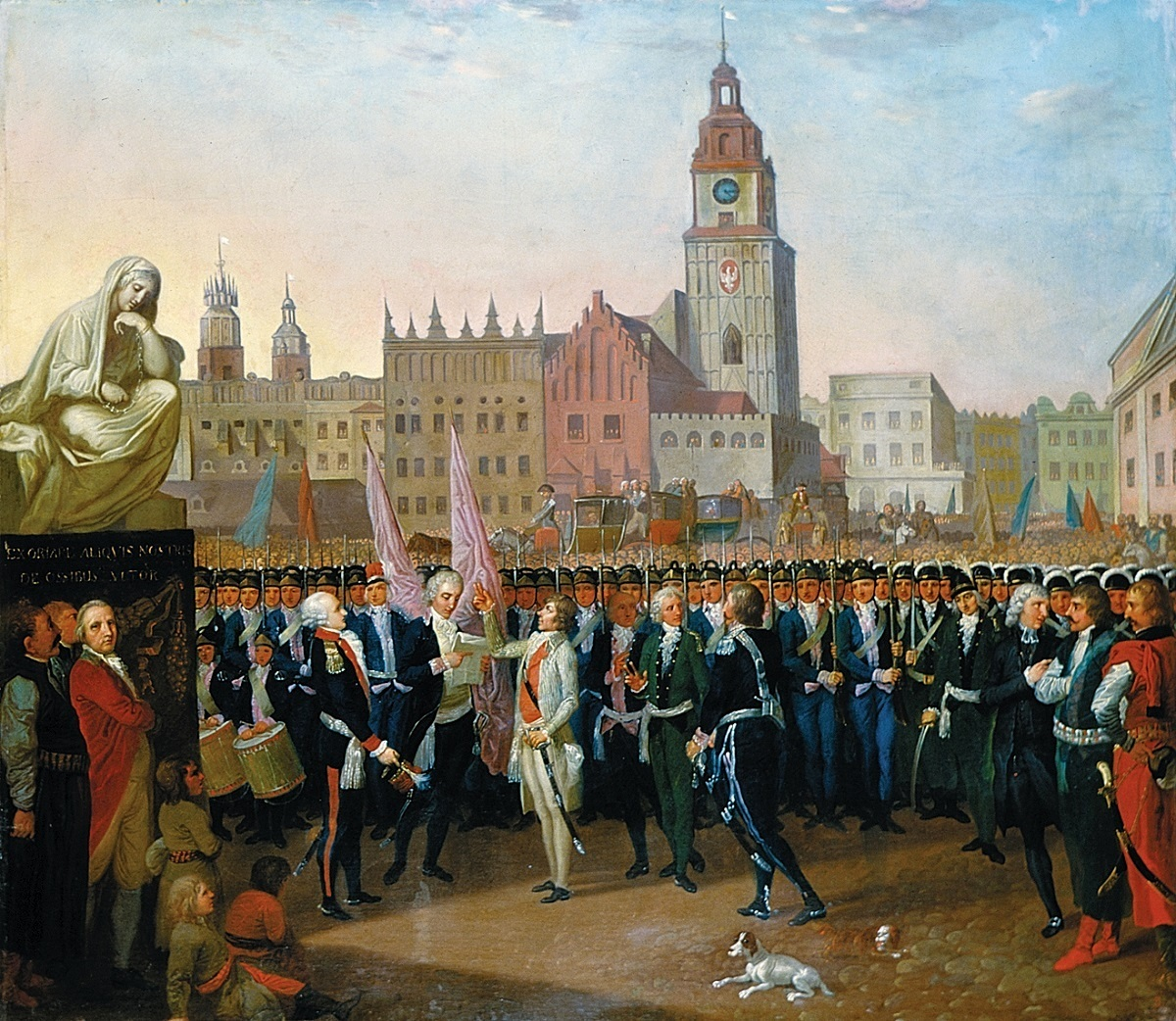
1794年塔德乌什·柯斯丘什科起誓

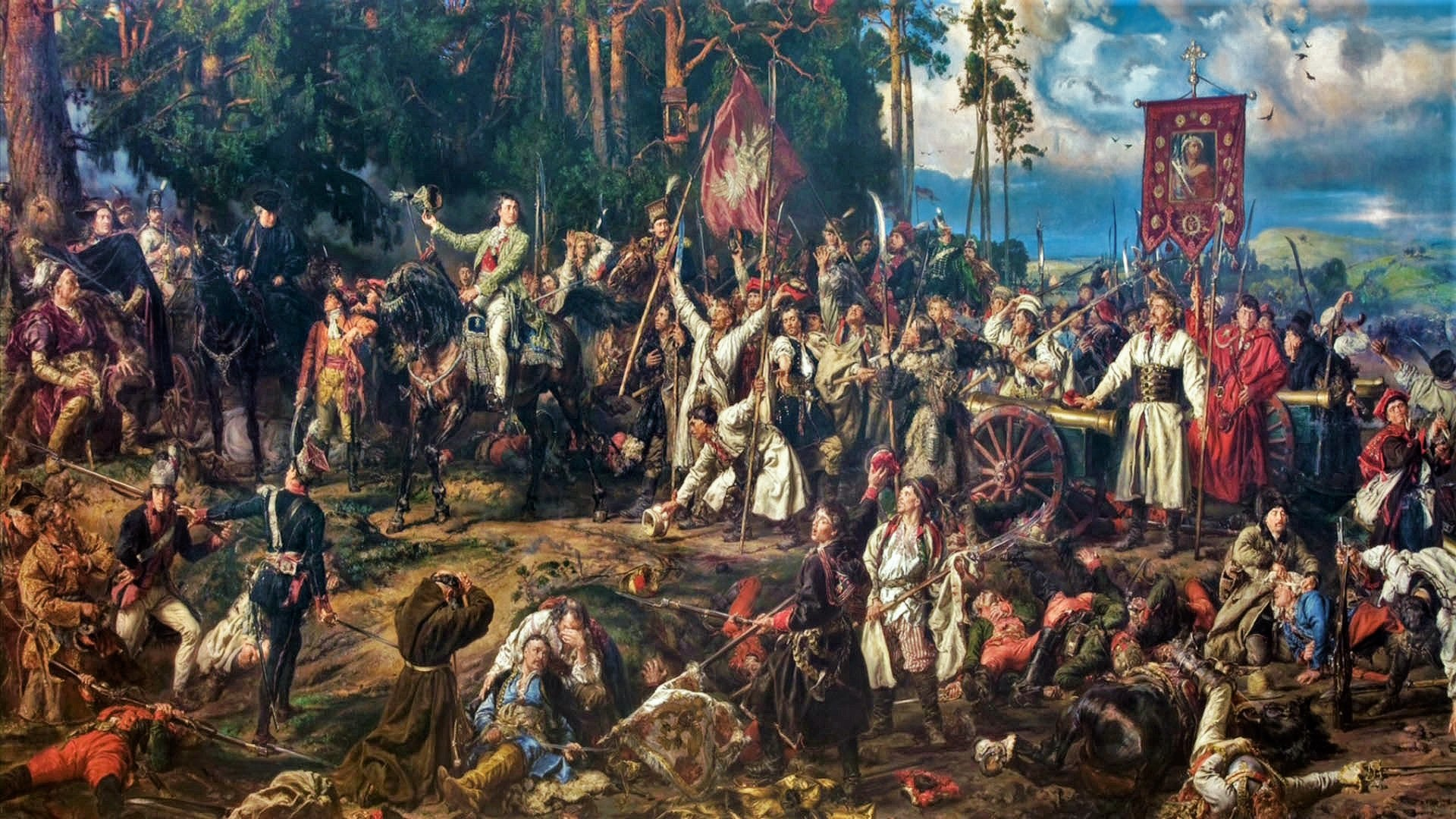
拉茨瓦维茨战役, 扬·马特耶科, 帆布油画, 1888年, 克拉科夫国家博物馆. 1795年4月4日

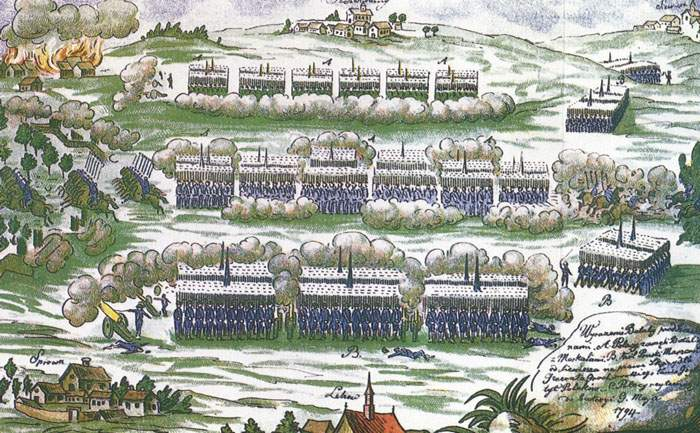
施切克茨尼战役, 1794年

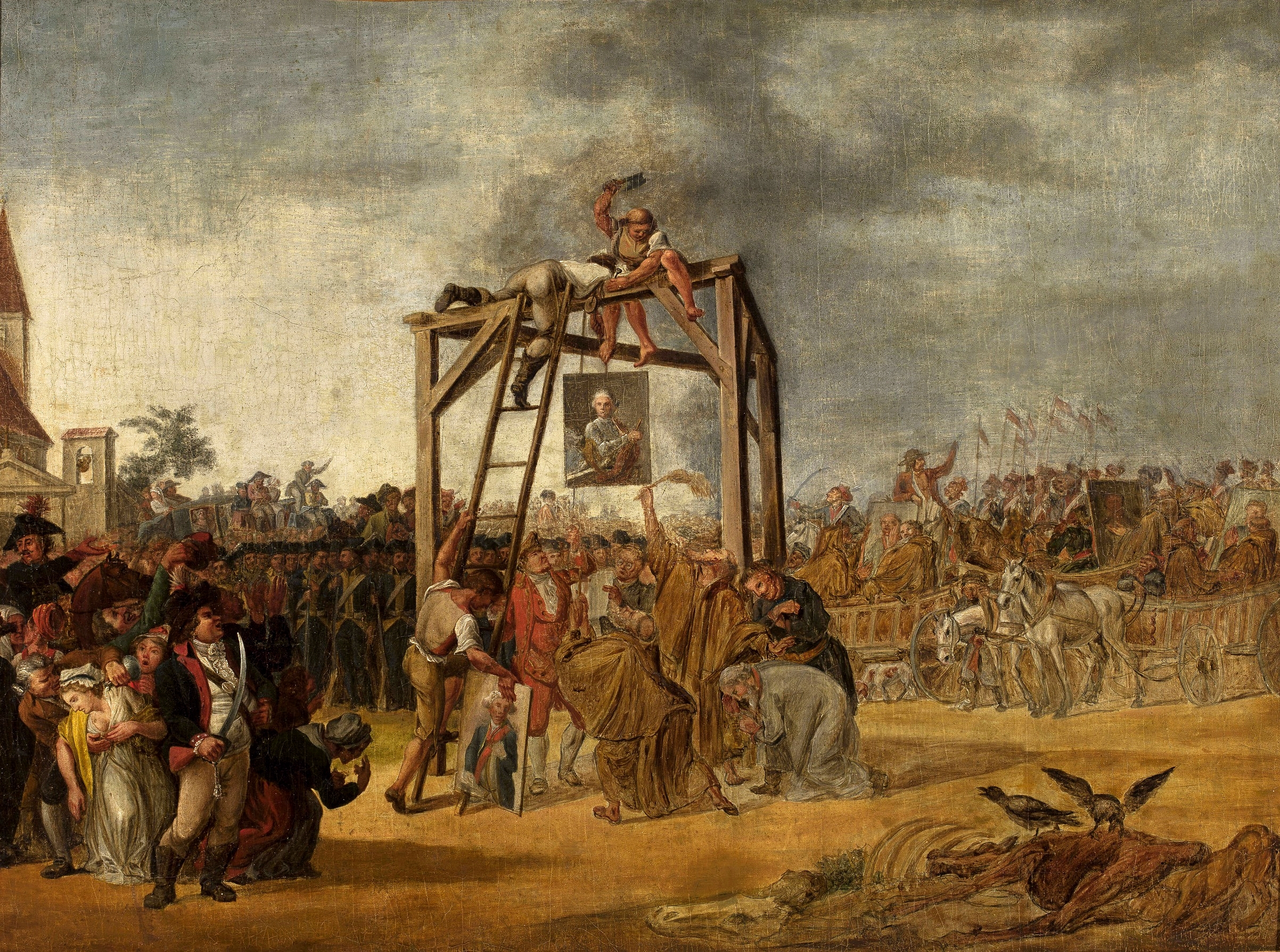
绞死卖国贼, 由扬·皮奥特尔·诺布林绘

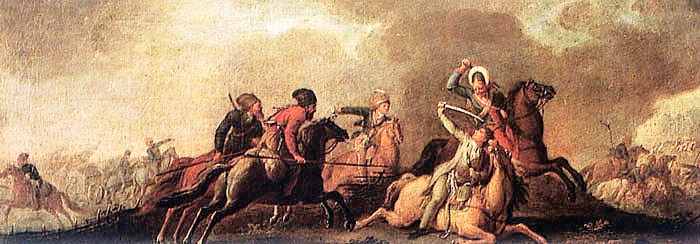
1794年马切约维茨战役的塔德乌什·柯斯丘什科，作者扬·波古米夫（柯斯丘什科受伤被俘）

柯斯丘什科起义（波蘭語：Insurekcja kościuszkowska）是由塔德乌什·柯斯丘什科在波兰与立陶宛于1794年针对俄罗斯帝国和普鲁士王国发动的起义。它未能在第二次瓜分波兰（1793年），塔戈维查联盟的建立之后让波兰立陶宛联邦摆脱俄罗斯的影响。

## 背景
第一次瓜分波兰和1792年波俄战争严重削弱了波兰王国王冠领地和立陶宛大公国的支持《五三宪法》的革命运动。但是在第二次瓜分波兰后，支持俄罗斯帝国的统治者建立塔戈维查联盟也被削弱了。承认俄罗斯为贵族民主制的保证者的人在第二次瓜分之后被看做是他们国家的卖国贼，而不是英雄，而且在贵族与市民中，反对他们统治的情绪也日益增长。
为了压制反对者，普鲁士和俄罗斯政府支持裁减50%的联邦军队（從三萬減到一萬五），并将留下来的波兰士兵召入他们的军队中。在1794年3月12日，大波兰国家第一骑兵旅（1500人）的指挥官安东尼·马达林斯基将军不服从裁军的命令，将他的军队从奥斯特洛维卡推进到克拉科夫。这激起了全国针对俄罗斯军队的暴乱。俄罗斯驻克拉科夫的卫兵被勒令离开城市。并被波兰军队击败。这让城市处于无防备状态中。

## 起义
在1794年3月24日，从美国独立战争前线归来的老兵塔得乌什·柯斯丘什科宣布全面起义，并担任波兰所有军队的总司令。他也宣誓：“不会用这些权利压制任何人，而是为了保卫波兰国土的完整，重使国家独立，巩固全体自由。”

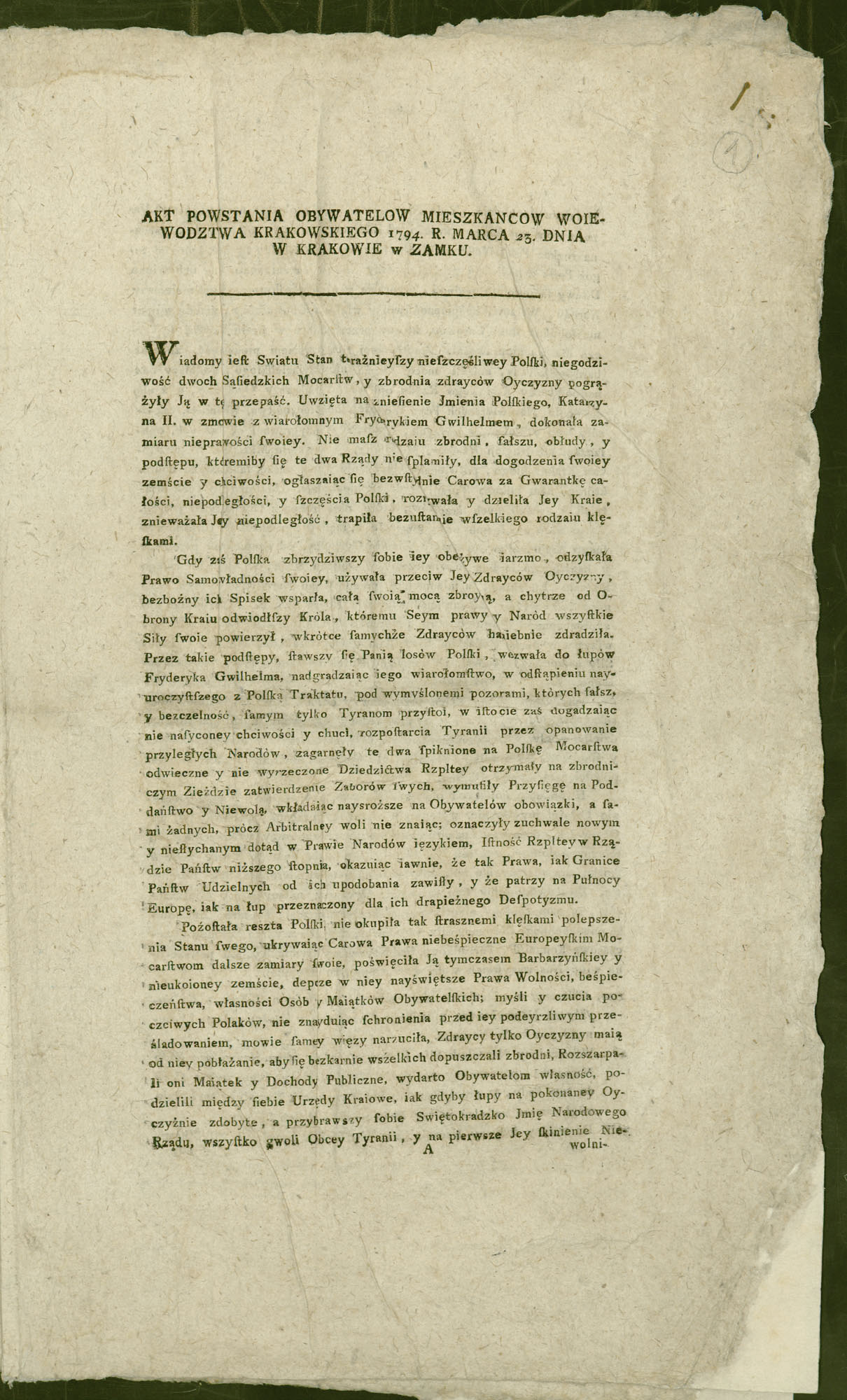
1794年3月24日柯斯丘什科起义的条约

为了巩固波兰军队，柯斯丘什科起草动员令，命令小波兰的每五戶人家至少派出一名壯丁，装备“龙骑枪、矛、或者装备把斧子”。柯斯丘什科动员而来、由18至40岁壯丁所組成的起义军至少有1万人。为起义军供应足够装备的难度让柯斯丘什科组建装备镰刀的民兵。
为了消灭依然微弱的反对派，俄罗斯沙皇派少将费奥多尔·德尼索夫的军团进攻克拉科夫。在4月4日两军在附近的拉茨瓦维茨村相遇。在这场被称为拉茨瓦维茨战役的战斗中，柯斯丘什科的军队击败在数量上和装备上都占优的敌方。在一番血战后，俄罗斯军队撤出战场。柯斯丘什科的军队也太过弱小，无力追击，将俄罗斯军队赶出小波兰。虽然这场胜利的战略意义聊胜于无，但是胜利的消息很快就蔓延开了，波兰的其他部分也加入了起义的大军。4月上旬不久，波兰军队集中于卢布林和沃尔希连，准备被送达俄罗斯，加入到柯斯丘什科的军队中。
在4月17日的华沙，俄罗斯试图逮捕被怀疑为支持起义的人并且通过关闭在米奥多瓦街的兵工厂裁剪斯坦尼斯瓦夫·莫克罗诺夫斯基将军靡下的弱小的华沙波兰卫兵。导致了在犹豫不决的波兰国王斯坦尼斯瓦夫二世由面前上演了由扬·基灵斯基领导的反对华沙俄罗斯卫兵的起义。起义者受到了不称职的俄罗斯使节和指挥官奥托·海因里希·伊格尔斯特伦的帮助，而且事实上那一天是圣周的星期四，很多俄罗斯士兵没有携带武器来到教堂享用圣餐。最后，自起义的开始，波兰军队就得到了兵民的帮助，而且惊讶的是，此时他们暗地里进攻很多不同团体的士兵而且对俄罗斯军队的抵抗活动很快在全市蔓延开了。在两天针对俄罗斯军队的后，俄罗斯起初的6000名强健的卫兵中伤亡2000至4000人，并被迫撤离了城市。在4月22日，雅库布·亚辛斯基在维尔纽斯发动了同样的起义，紧接着又有几座城市和城镇发动了起义。
在1794年5月7日，柯斯丘什科发表了一部被称为“波瓦涅茨宣言”的宣言，在这部宣言中他部分废除了波兰的农奴制，承认所有农民的公民自由并承诺帮助他们利用政府力量与贵族的虐待做抗争。虽然这部新法律从来没有完全实行，也被很多贵族抵制，但是它成功地吸引了很多农民加入到革命的队伍中。这在波兰历史中是第一次把农民第一次正式认作国家的一部分，在此之前这个词等同于贵族。這樣的宣言及改革讓柯斯丘什科旗下一度有驚人的15萬起義軍，但其中只有八萬人手持正規刀槍，而槍砲更是少得可憐。

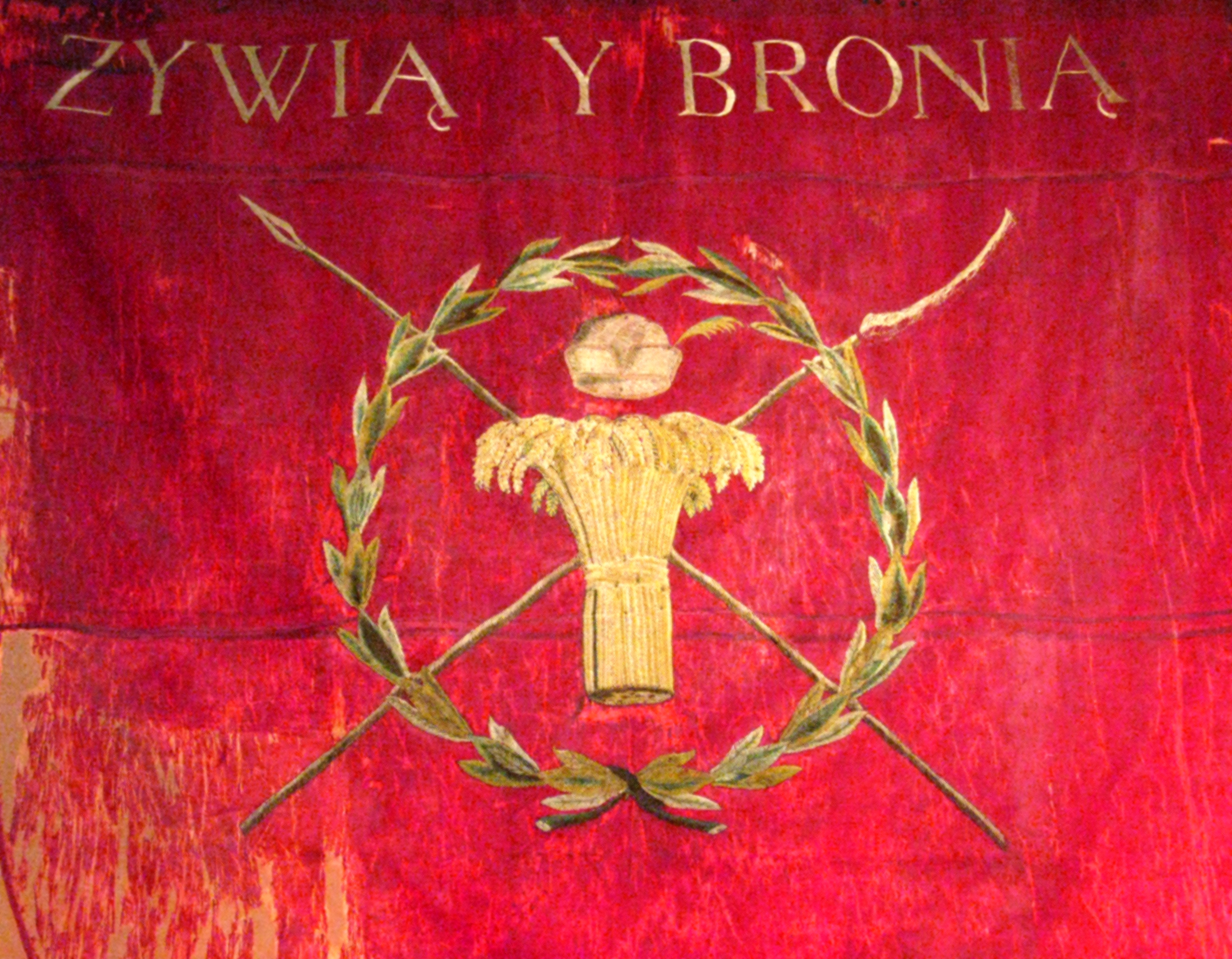
克拉科夫波兰士兵之旗

虽然改革的保证和征募新兵的快速让起义军队不断壮大（6月初有15萬兵），但是波兰军队的战略形势依旧不乐观，因為源源不絕的俄、普精兵，正帶著充足的彈藥去壓制大多乃烏合之眾的雜牌波蘭軍。在5月10日普鲁士军队穿过波兰边界并加入到俄罗斯军队在波兰北部的行动中。6月6日柯斯丘什科的1.4萬主力，在什切科契尼战役中被2.6萬俄普联军击败，而且6月8日约佐夫·加亚切克将军在海乌姆战役中被击败。敗退的波兰军只能撤回华沙并开始加固城防。在6月15日普鲁士军队在无敌方驻防的情况下占领克拉科夫，但是俄罗斯军队在华沙附近的一系列小战斗中被击败，而且防御者设法让防御工事竣工。虽然华沙在7月22日被俄普联军围攻，但是这次围城并不成功。在8月20日，在大波兰发动了一场起义，普鲁士军队也被迫撤回他们从华沙带来的军队。在不久的9月5日围攻宣告失败。由伊凡·费森带领的俄军撤回皮里查河。

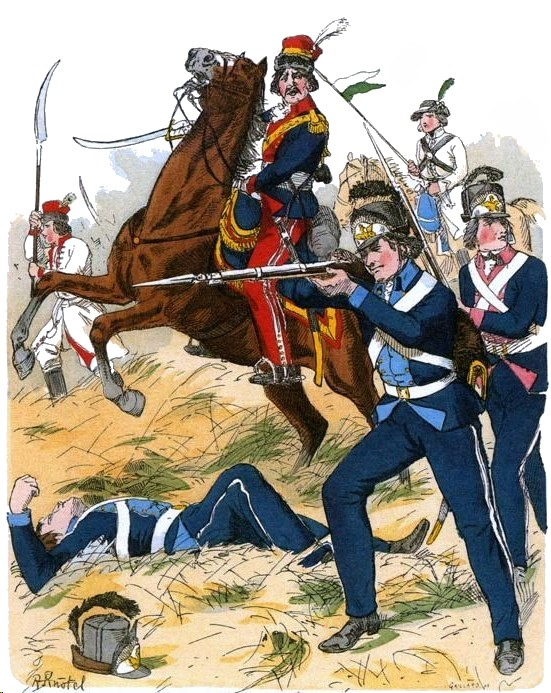
柯斯丘什科起义中的波兰军队

虽然立陶宛的反对者遭到了俄罗斯军队的镇压（维尔纽斯在8月12日被围攻占领），大波兰的起义取得了一些成果。扬·亨里克·道布洛夫斯基领导下的波兰军团占领了比得哥什（10月2日）并进入几乎无反抗的波美拉尼亚。依靠他的军队的灵活性，将军道布洛夫斯基逃出了由少得多的骑马的普鲁士军队构成的包围圈，并混乱了普鲁士的阵脚，让普鲁士人从波兰中部撤回了他们大多数的兵马。
与此同时，俄罗斯组建了由一代名军亚历山大·苏沃洛夫的新军团，并令它与在华沙附近的由伊凡·费森领导下的军团会合。俄軍在克鲁普切茨（9月17日）与特雷斯普尔（9月19日）的战役勝利后，1.25萬新军队开始进军波兰首都。为了阻止开始会合的俄罗斯军队，柯斯丘什科动员他在华沙的七千军队，并在10月10日发动马切约维茨战役。苏沃洛夫的两支俄罗斯军队避開柯斯丘什科的埋伏，同时进入战斗并取得了大胜。寡不敵眾的柯斯丘什科在敗局中受伤并被俄軍俘获，苏沃洛夫將他送到圣彼得堡監禁。
起义的新统帅托马什·瓦乌雷茨基無力管控爭權的内乱與派系鬥爭，於是淪為弱小军队的指挥官，这时约佐夫·加尧切克独揽大权，被迫轮番与左翼的自由主义者波兰雅各宾派和右翼者与保皇派贵族争斗。
在9月4日，俄罗斯联军发动了针对位于华沙右郊的普拉加的全力进攻。4小时的白刃战中，24000名强大的俄罗斯军队攻破了波兰的防御攻势，并开始掠夺、烧毁市镇。整个地区被完全摧毁，而且大约有两万居民遭到了屠杀。这个事件被称为“普拉加大屠杀”。沮丧的瓦乌雷茨基決定往南撤回他残存的军队并在11月5日华沙被占领。
11月16日，瓦乌雷茨基在拉多什茨投降。这标志着起义的结束和波兰政权的摧毁。翌年开始了第三次瓜分波兰，奥地利帝国，俄罗斯帝国和普鲁士王国吞并剩余国土。

## 后续
在柯斯丘什科起义失败后，国家灭亡了123年，而且它的一切影响被瓜分方逐渐淡化。但是起义也标志着波兰和中欧的现代政治思潮的开始。柯斯丘什科的波瓦涅茨宣言和极端左翼雅各宾派象征着波兰左翼运动的开始。很多在起义中积极的卓越的政治家在19世纪成为了波兰国内国外的政治骨干。而且，普鲁士的大部分军队被困在波兰，使其无力镇压法国大革命，所以起义帮助大革命的成功。
在被瓜分的波兰，起义的失败导致了经济危机，经营了几个世纪的市场也被瓜分，并被三國切割撕裂，造成了商业的崩溃。几家银行破产，在联邦建立的几个制造业中心的一部分被关闭了。由改革者和柯斯丘什科发起的农奴制改革也遭废除，這計劃本來是能提升波蘭農奴之生活水準與人權待遇。所有的瓜分方在它们剛占领的土地上新增大量的税款，這是在损失当地居民的利益下填饱瓜分國的国库。
在这些地方的教育系统，也被称为学校被给予低优先级。世界上的第一个教育部国家教育委员会被废止，因为由不安分的波兰少数民族在这些地方設立學校並投资教育，對瓜分方的专制政府没有任何好处，因此在被占領地要制定教育制度变得非常困难。举例而言，在华沙建立大学的举动就遭到普鲁士当局的阻撓和抵制。进一步来说，普魯士和俄罗斯的占领区，所有剩余的学习机构都普魯士化或俄罗斯化；只有奥地利获得的领土对总课程没有多少政府的干预。根据S. I. 尼科瓦耶夫在文化领域上的观点，自從割地居民能够获得德意志和俄罗斯启蒙运动開始，他們会在国家性的波兰文化和艺术上前进一步。
过去的波兰精英在俄罗斯占领区被严加看管。几千支持柯斯丘什科起义的贵族家庭被剥夺财产与土地，并将其送给俄罗斯将军和宫廷中特受喜爱的人。据估计大约65万过去的波兰农奴就如此被转交给俄罗斯官员。贵族中的一些人，尤其是前联邦中的立陶宛和鲁塞尼亚地区的贵族被流放南俄罗斯南部，在哪里他们被迫俄罗斯化。其他貴族被俄罗斯当局撤销其贵族身份，这意味着他们喪失了合法权力與社会地位，值得注意的是他们被限制任何在政府或军队任职的机会──亦即波兰贵族传统的任职途径。这也意味着他们不会拥有任何土地；这是对过去贵族阶层的另一个打击。但是对于居住于乌克兰西部和白俄罗斯的信仰东正教的农民，瓜分方也许会减少他们信仰天主教的正式领主的宗教压迫。农民只要提及柯斯丘什科的名字和他废除农奴制的政策就会遭到鞭挞。 在這些鞭笞、凌虐農民的劊子手當中，普兰顿·朱波夫（在立陶宛得到土地的人）因为亲自将许多「抱怨生活水準日趋恶化」的农民拷问至死，而尤为臭名昭著。除此以外，俄罗斯当局在瓜分區的強制征兵行動十分严酷、苛虐，新兵几乎要服役终身。因为在过去波兰农奴制中，贵族和地主的剥削已经很严重了，讨论主要在于瓜分方如何影响到普通百姓的生活。